# ناتالینو فوساتی
ناتالینو فوساتی (انگلیسی: Natalino Fossati؛ زادهٔ ۲۳ ژوئن ۱۹۴۴) بازیکن فوتبال اهل ایتالیا است.
از باشگاه‌هایی که در آن بازی کرده‌است می‌توان به باشگاه فوتبال جنوآ، باشگاه فوتبال سمپدوریا، باشگاه فوتبال آلساندریا، و باشگاه فوتبال تورینو اشاره کرد.